# Jason Kapono
Jason Alan Kapono (Long Beach, 4 febbraio 1981) è un ex cestista statunitense, professionista nella NBA e in Europa.
Alto 203 cm per 98 kg, ha vinto gli NBA Three-point Shootout 2007 e 2008.

## Carriera
Dopo la carriera al prestigioso college UCLA, in cui è stato il primo "Bruin" a ricevere gli onori del "First Team All-Pac-10" per tutti i 4 anni e il solo giocatore della UCLA a guidare la squadra per punti realizzati per quattro anni di fila, Kapono è stato chiamato al secondo giro del Draft NBA 2003 dai Cleveland Cavaliers. Dopo la sua stagione da rookie con i Cavs, è stato scelto dai Charlotte Bobcats nell'expansion draft del 2004, dove ha portato la sua media realizzativa da 3,5 a 8,5 punti a partita. In seguito, è stato girato ai Miami Heat dove ha fatto parte del team campione NBA del 2005-06.
Nella stagione 2006-07, la media di punti a partita e il minutaggio di Kapono aumenta notevolmente, portandolo al primo posto della lega per percentuali da dietro l'arco in stagione (col 52,0%), che è la più alta percentuale da tre di tutti i tempi dopo quello di Steve Kerr (52,4%). Kapono ha anche vinto la gara di tiro da tre nell'NBA All-Star Game del 2007, sconfiggendo Dirk Nowitzki e Gilbert Arenas nel round finale con 24 punti. Nell'All-Star Game 2008 vince ancora, questa volta con un punteggio di 25 raggiungendo così il record del 1986 di Craig Hodges.
Nell'estate del 2007 Kapono diventa un free-agent (svincolato) e passa ai Toronto Raptors. Il 9 giugno 2009 viene scambiato con i Philadelphia 76ers in cambio di Reggie Evans. Il 10 dicembre 2011 firma un contratto annuale con i Los Angeles Lakers.

## Statistiche
| † | Denota le stagioni in cui Jordan ha vinto il titolo |
| * | Primo nella lega                                    |

### College
| Anno      | Squadra     | PG  | PT  | MP   | TC%  | 3P%  | TL%  | RP  | AP  | PRP | SP  | PP   |
| --------- | ----------- | --- | --- | ---- | ---- | ---- | ---- | --- | --- | --- | --- | ---- |
| 1999-2000 | UCLA Bruins | 33  | 33  | 32,7 | 51,9 | 47,4 | 68,4 | 4,4 | 1,9 | 1,0 | 0,1 | 16,0 |
| 2000-2001 | UCLA Bruins | 32  | 31  | 35,1 | 44,1 | 45,7 | 86,9 | 5,7 | 2,3 | 1,2 | 0,1 | 17,2 |
| 2001-2002 | UCLA Bruins | 33  | 33  | 34,6 | 45,9 | 45,3 | 85,6 | 5,1 | 2,1 | 0,6 | 0,1 | 16,0 |
| 2002-2003 | UCLA Bruins | 29  | 29  | 33,4 | 45,7 | 39,8 | 88,0 | 5,2 | 2,0 | 0,6 | 0,0 | 16,8 |
| Carriera  | Carriera    | 127 | 126 | 34,0 | 46,9 | 44,6 | 83,0 | 5,1 | 2,1 | 0,9 | 0,1 | 16,5 |

### NBA

#### Regular Season
| Anno       | Squadra             | PG  | PT | MP   | TC%  | 3P%   | TL%  | RP  | AP  | PRP | SP  | PP   |
| ---------- | ------------------- | --- | -- | ---- | ---- | ----- | ---- | --- | --- | --- | --- | ---- |
| 2003-2004  | Cleveland Cavaliers | 41  | 3  | 10,4 | 40,3 | 47,7  | 83,3 | 1,3 | 0,3 | 0,3 | 0,0 | 3,5  |
| 2004-2005  | Charlotte Bobcats   | 81  | 14 | 18,4 | 40,1 | 41,2  | 82,4 | 2,0 | 0,8 | 0,5 | 0,1 | 8,5  |
| 2005-2006† | Miami Heat          | 51  | 2  | 13,0 | 44,6 | 39,6  | 84,8 | 1,4 | 0,7 | 0,1 | 0,1 | 4,1  |
| 2006-2007  | Miami Heat          | 67  | 35 | 26,4 | 49,4 | 51,4* | 89,2 | 2,7 | 1,2 | 0,6 | 0,0 | 10,9 |
| 2007-2008  | Toronto Raptors     | 81  | 7  | 18,9 | 48,8 | 48,3* | 86,0 | 1,5 | 0,8 | 0,4 | 0,0 | 7,2  |
| 2008-2009  | Toronto Raptors     | 80  | 12 | 22,9 | 43,2 | 42,8  | 81,0 | 2,0 | 1,3 | 0,3 | 0,0 | 8,2  |
| 2009-2010  | Philadelphia 76ers  | 57  | 12 | 17,1 | 41,9 | 36,8  | 60,0 | 1,2 | 0,7 | 0,4 | 0,1 | 5,7  |
| 2010-2011  | Philadelphia 76ers  | 24  | 2  | 4,7  | 25,0 | 12,5  | 50,0 | 0,5 | 0,2 | 0,1 | 0,0 | 0,7  |
| 2011-2012  | L.A. Lakers         | 27  | 0  | 10,0 | 38,2 | 29,6  | 100  | 0,5 | 0,4 | 0,1 | 0,0 | 2,0  |
| Carriera   | Carriera            | 509 | 87 | 17,8 | 44,2 | 43,4  | 83,5 | 1,7 | 0,8 | 0,4 | 0,0 | 6,7  |

#### Playoffs
| Anno     | Squadra         | PG | PT | MP   | TC%  | 3P%  | TL%  | RP  | AP  | PRP | SP  | PP   |
| -------- | --------------- | -- | -- | ---- | ---- | ---- | ---- | --- | --- | --- | --- | ---- |
| 2006†    | Miami Heat      | 1  | 0  | 2,0  | -    | -    | -    | 0,0 | 0,0 | 0,0 | 0,0 | 0,0  |
| 2007     | Miami Heat      | 4  | 1  | 19,3 | 47,1 | 50,0 | 100  | 1,3 | 0,5 | 0,5 | 0,0 | 5,0  |
| 2008     | Toronto Raptors | 5  | 0  | 30,4 | 58,5 | 54,2 | 75,0 | 2,6 | 0,8 | 0,4 | 0,0 | 15,6 |
| Carriera | Carriera        | 10 | 1  | 23,1 | 55,7 | 53,6 | 83,3 | 1,8 | 0,6 | 0,4 | 0,0 | 9,8  |

## Palmarès
- Campionato NBA: 1

Miami Heat: 2006
- Coppa di Grecia: 1

Panathinaikos:	2012-13
- 2 volte miglior tiratore da tre punti in stagione NBA: 2006-2007, 2007-2008
- NBA Three-point Shootout: 2

2007, 2008
- McDonald's All-American Game: 1

1999

## Record
È suo il record della distanza minima di tempo che trascorre dalla ricezione del pallone al tiro: immediatamente dopo aver ricevuto la palla è riuscito a tirare entro 22 centesimi di secondo dalla linea del tiro da tre punti, riuscendo anche a realizzare. È riuscito a farlo il 2 gennaio 2008 durante un test che cercava di verificare proprio la velocità del tiro.